# Heiderl
Heiderl ist eine Einzelsiedlung der Gemeinde Bockhorn im Landkreis Erding in Oberbayern.

## Lage
Der Ort liegt einen Kilometer südwestlich von Bockhorn entfernt am äußersten Rand der Münchner Schotterebene. Die Strogen fließt 700 Meter westlich. Die Bundesstraße 388 verläuft zwei Kilometer nördlich.